# Harufjärden
Harufjärden est une réserve naturelle de l’Archipel de Luleå en Suède,,,.

## Présentation
La réserve naturelle de Harufjärden est située dans la partie nord-est de l'archipel de Luleå, à environ 2,5 kilomètres à l'est de Bensbyn.
La superficie de la réserve est de 28,8 km2 dont 0,8 km2 de terres.
Dans la réserve naturelle, il y a 13 petites îles (Hällgrundet, Bådan, Hällklimpen, Grillklippan, Nätigrundet, Skagergrundet, Skagerören,  Båtöklubben, Husören, Kastgrundet, Kastrevet, Kastören, Båtöharun, Stora Hindersöharun) dont les plus grandes sont Båtöharun et Stora Hindersöharun.
La réserve abrite plusieurs espèces de plantes vasculaires rares et une riche avifaune.
Les nombreux vestiges anciens et culturels des îles rendent la réserve intéressante sur le plan culturel et historique. 
Les bâtiments modernes ne se trouvent qu'à Båtöharun et Husören.
Dans la partie orientale de la réserve se trouve l'île Båtöharun, d'une superficie de 31 ha, entourée de six îles plus petites. L'île Båtöharun est visible de loin avec sa hauteur de 25 mètres. 
L'île est sortie de la mer il y a environ 2000 ans et a été fortement affectée par les vagues, le vent et l'abrasion des glaces au fil des siècles. La majeure partie du matériel fin a été emportée et ce qui reste est principalement du matériel morainique grossier. Les côtés de l'île sont abrupts et de grands affleurements s'étendent sur son dos et ses pentes. Les plages sont couvertes de gros blocs mobiles. Le côté est de l'île est plus protégé, on y trouve un pavillon de pêche et la plage présente des matériaux plus fins et une végétation plus riche. Båtöharun est couverte par une forêt de pins, de sapins, de bouleaux et de sapins de l'Altaï. Une végétation dense de genévriers s'étend parmi les affleurements.
Les îles environnantes de Båtöharun sont dominées par des affleurements.
Kastören (7,1 ha) et Husören (4,5 ha) se ressemblent en termes de végétation et possèdent toutes deux quelques arbres à feuilles caduques. 
La végétation riche et variée de Husören comprend la fougère (Botrychium lanceolatum). À Husören, il y a cinq chalets de pêche et de loisirs.
Les autres îles Båtöklubben (3,8 ha), Nätigrundet (1 ha), Skagerören (1,5 ha) et Skagergrundet (0,2 ha) sont couvertes principalement par des champs de pierres et de rochers à la végétation clairsemée.